# Remansos de Querala

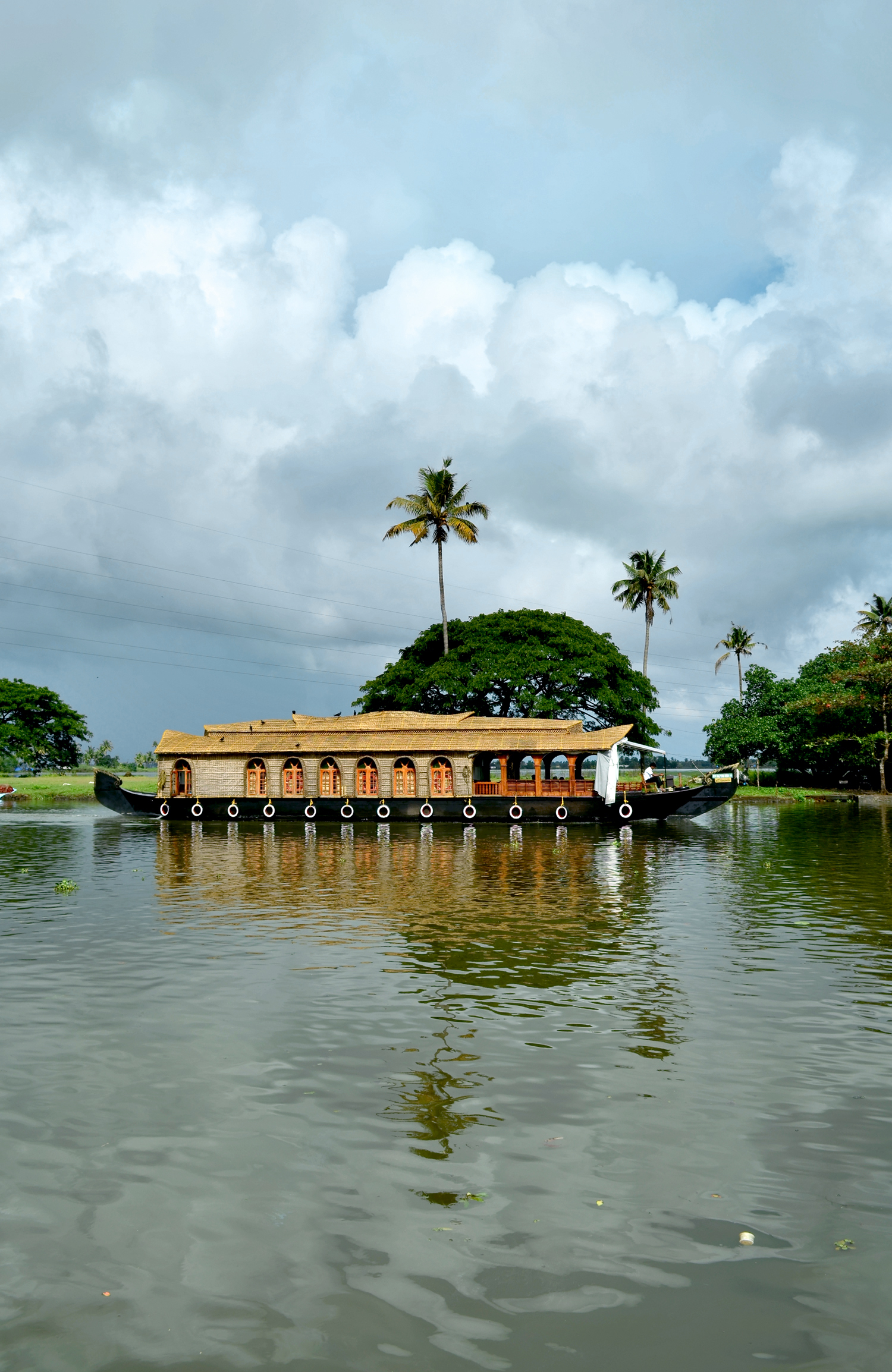
Vista de uma casa flutuante no lago Vembanade

Os remansos de Querala (em inglês: Kerala backwaters) são uma rede de lagoas e canais de água salobra que ficam paralelos ao mar da Arábia na costa de Malabar do estado de Querala, no sudoeste da Índia. Incluem lagos, rios e entradas interligadas, um sistema labiríntico formado por mais de novecentos quilômetros de vias navegáveis, e às vezes comparado a bayous.
Os remansos têm um ecossistema único: a água doce dos rios encontra a água salgada do mar da Arábia. Muitas espécies únicas de vida aquática incluindo caranguejos, sapos e saltadores-do-lodo, aves aquáticas como andorinhas-do-mar, martins-pescadores, mergulhões e biguás, e animais como lontras e tartarugas vivem dentro e ao longo dos remansos. Palmeiras, arbustos de pandanus, várias plantas folhosas e arbustos crescem ao longo dos remansos, proporcionando um tom verde à paisagem em volta.